# Rue de Boudonville
La rue de Boudonville est une voie de la commune française de Nancy, dans le département de Meurthe-et-Moselle, en région Lorraine (Grand Est).

## Situation et accès
La voie est placée au nord du ban communal de Nancy, à proximité de la voie ferrée. La rue appartient administrativement au quartier Boudonville - Scarpone - Libération.

## Origine du nom
Ainsi nommée du faubourg de Boudonville (Bodonis-Villa), un des plus anciens et des plus pittoresques faubourgs de Nancy.

## Historique
L'existence de cette voie remonte à l'année 667, où plusieurs seigneurs austrasiens y établirent des villas.

## Bâtiments remarquables et lieux de mémoire
- La mère d'Eugène Dieudonné, membre de la bande à Bonnot, y demeurait en 1912[2]

- no 55 : maison Collignon [3],[4],[5]  objet d’une inscription au titre des monuments historiques par arrêté du 13 mars 1978 pour sa véranda sur cour avec ses vitraux[6].